# Semgallen (volk)

Het Semgaalse woongebied omstreeks 1200

De Semgallen (Lets: Zemgaļi) waren een Oost-Baltische stam die in het zuidelijk-centrale deel van het hedendaagse Letland en noordelijk Litouwen leefde. Ze staan bekend om hun lange weerstand (1219-1290) tegen de Duitse kruisvaarders tijdens de Noordelijke Kruistochten. De Semgallen hadden nauwe taalkundige en culturele banden met de Samogitiërs. De naam leeft voort in de historische landstreek Semgallen, ook Semigallia. De taal van de Semgallen, het Semgaals, is in de 15e eeuw uitgestorven.

## Geschiedenis
Tijdens de Vikingtijd streden de Semgallen met de Vikingen voor de controle over de benedenloop van de Westelijke Dvina. In de Gesta Danorum schreef Saxo Grammaticus dat de Viking Starkad de Koeren verpletterde, alle stammen van Estland (de scandinavische benaming voor geheel Lijfland), en de volkeren van Semgala. 
In 1106 werd het binnenvallende leger van Polotsk onder leiding van de Roerikiden-prins Rogvolod vernietigend verslagen. Oude kronieken beweren dat 9000 van hun soldaten werden gedood.
Volgens de Lijflandse Kroniek vormden de Semgallen vóór 1203 een bondgenootschap met bisschop Albert van Riga tegen de opstandige Lijven, en ontvingen in 1205 militaire steun om Litouwse aanvallen tegen te houden. In 1207 hielp de Semgaalse vorst Viestards de gedoopte Lijfse vorst Kaupo zijn kasteel Turaida van heidense rebellen terug te veroveren.
In 1219 viel de Semgaals-Duitse alliantie na een invasie van de Orde van de Zwaardbroeders in Semgallen uiteen. Viestards vormde onmiddellijk een verbond met de Litouwers en Koeren. In 1228 vielen de Semgallen en Koeren het Daugavgrīva-klooster aan, het belangrijkste kruisvaardersbolwerk aan de monding van de Dvina. De kruisvaarders namen wraak en vielen Semgallië binnen. De Semgallen op hun beurt plunderden land rond het Aizkraukle-heuvelfort. In 1236 vielen de Semgallen kruisvaarders aan die zich na de Slag bij Saule naar Riga terugtrokken, en doodden velen van hen. Na regelmatige aanvallen slaagde de Lijflandse Orde in 1254 erin de Semgallen deels te onderwerpen.
In 1270 steunden de Semgallen de Litouwse vorst Traidenis toen deze Lijfland en Saaremaa aanviel. Tijdens de Slag van Karuse op de bevroren Golf van Riga werd de Lijflandse Orde verslagen en haar meester Otto van Lutterberg gedood. In 1287 vielen rond 1400 Semgallen het kruisvaardersfort in Ikšķile aan en plunderden nabijgelegen landerijen. Toen ze zich terugtrokken werden ze door strijdkrachten van de Orde aangevallen, en een grote veldslag in de buurt van de Garoza-rivier was het gevolg. De kruisvaarders werden verslagen, en meer dan 40 ridders werden gedood, waaronder het hoofd van de Lijflandse Orde Willekin van Endorp, en een onbekend aantal bondgenoten. Het was de laatste Semgaalse overwinning op de groeiende macht van de Lijflandse Orde.
Na de Slag van Aizkraukle in 1279 ondersteunde Traidenis een Semgaalse opstand onder leiding van de vorst Nameisis. In de jaren 1280 begon de Lijflandse Orde met een massale veldtocht tegen de Semgallen, waarbij ze hun velden verbranden en een hongersnood ontstond. De Semgallen zetten hun weerstand voort tot 1290, toen ze hun laatste fort in Sidrabene verbrandden waarna een groot aantal Semgallen naar Litouwen trok.